# Avivamiento cristiano

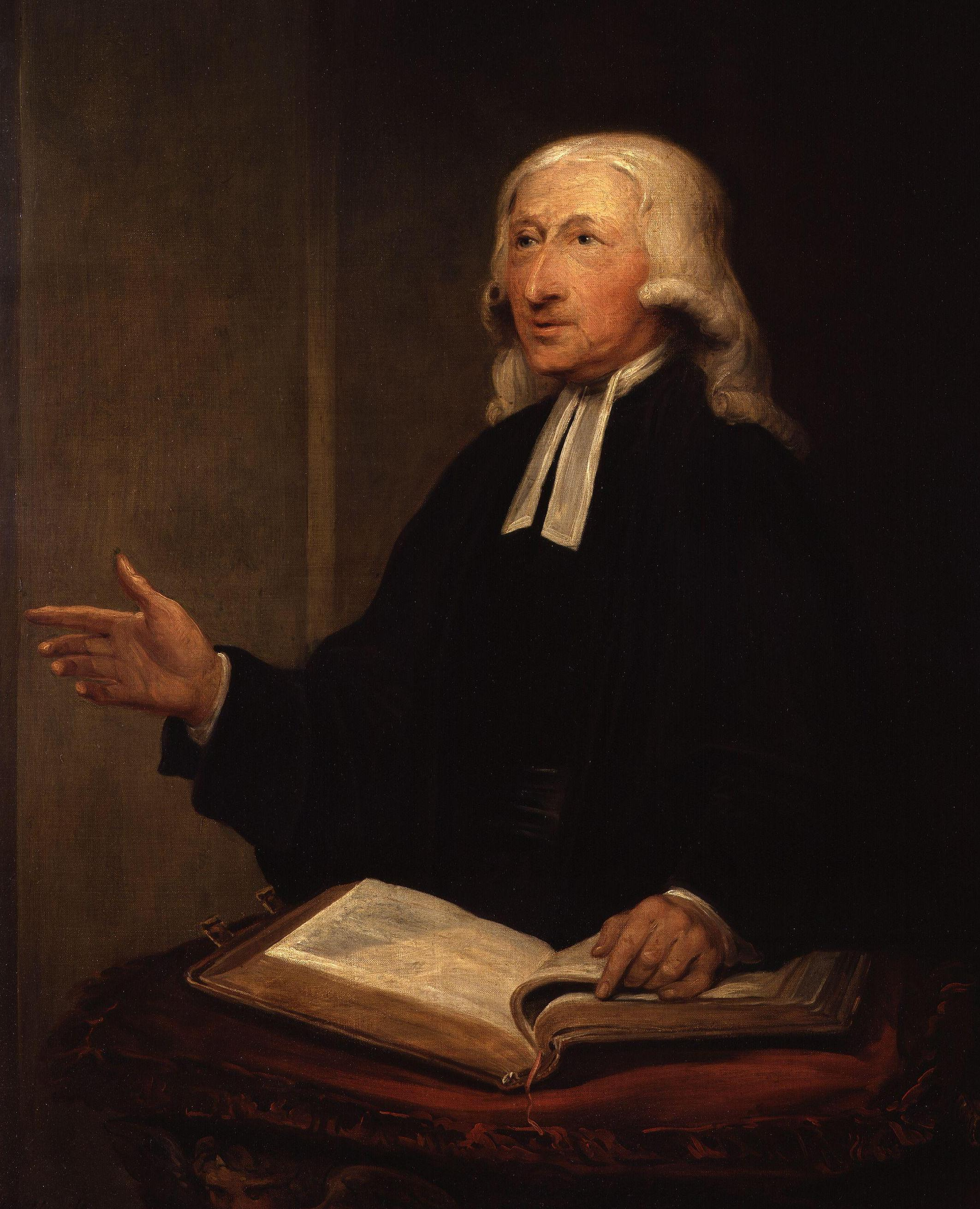
John Wesley, líder metodista.

Avivamiento cristiano es un término cultural que se refiere a un despertar espiritual en un determinado lugar. En especial, para el protestantismo el avivamiento es un proceso de conversión espiritual motivado por Dios y, en ocasiones, es visto como un proceso restauracionista. En Estados Unidos se reconocen históricamente dos avivamientos denominados, respectivamente, Primer Gran Despertar (1730-1740), Segundo Gran Despertar (1790-1840), Tercer Gran Despertar (1855–1930) y Cuarto Gran Despertar (1960–1980).

## Historia

### Antigüedad y Edad Media
Antes de acuñarse el término avivamiento en las iglesias protestantes, existieron previamente antiguos movimientos de reforma espiritual o renovación del cristianismo, desde el derramamiento del fuego del Espíritu Santo en la iglesia primitiva en el 30 d. C, tras el cual se convirtieron a Cristo una 3000 personas (Hechos 2:41), pasando por el anacoretismo de san Antonio Abad y los Padres del Desierto, hasta el monasticismo en Occidente con san Benito de Nursia.
Los periodos de gran expansión del cristianismo coincidieron con avivamientos en las iglesias, como el vivido en Irlanda tras el episcopado de san Patricio, que tuvo consecuencias en el desarrollo cultural de toda Europa, como lo demuestra Thomas Cahill en su obra De cómo los irlandeses salvaron la civilización. Durante la Edad Media las órdenes mendicantes como la franciscana llevaron a un fervor intenso a la Iglesia de la época, proponiendo un cristianismo más radical a sus contemporáneos.

### SigloXVII
Así, muchos avivamientos se inspiraron en la obra misionera sobre todo de monjes y frailes, desde la Reforma Protestante (como de la Contrarreforma) como de la postura sin concesiones de los Covenanters en la Escocia y Úlster del siglo XVII, que llegaron a Virginia y Pensilvania con los presbiterianos y otros no conformistas . Su carácter formó parte del marco mental que condujo a la Guerra de la Independencia y la Guerra Civil.

### SigloXVIII
La Era de la Ilustración del siglo XVIII tuvo un efecto congelante para los movimientos espirituales, pero esto fue contrarrestado por el avivamiento metodista de John Wesley, Charles Wesley y George Whitefield en Gran Bretaña y por el Gran Despertar en América antes de la Revolución. Un similar (pero a menor escala) avivamiento en Escocia tuvo lugar en Cambuslang, entonces un pueblo, y es conocida como la Obra Cambuslang.
Un nuevo fervor se esparció en la Iglesia Anglicana a finales de siglo, cuando el partido evangélico de John Newton, William Wilberforce y su iglesia Clapham fueron inspirados a combatir los males sociales en el hogar y la esclavitud en el extranjero, y fundaron las sociedades bíblicas y misioneras.

### En las colonias de América
En las colonias americanas el Primer Gran Despertar fue una ola de entusiasmo entre los protestantes que se extendió por las colonias estadounidenses en la década de 1730 y 1740, dejando un impacto permanente en la religión estadounidense. Fue el resultado de la predicación poderosa que afectó profundamente a los oyentes (ya miembros de la iglesia) con un profundo sentimiento de culpa personal y de salvación en Cristo. Dejando atrás los rituales y ceremonias, el Gran Despertar hizo del cristianismo algo intensamente personal para la persona media, creando un profundo sentido de culpa y redención espiritual. El historiador E. Sydney Ahlstrom lo ve como parte de una "gran conmoción internacional protestante", que también creó el pietismo en Alemania, el avivamiento evangélico y el metodismo en Inglaterra. Se llevó el cristianismo a los esclavos y fue un acontecimiento apocalíptico en Nueva Inglaterra, que desafió la autoridad establecida. Incitó rencor y división entre los antiguos tradicionalistas que insistían en el ritual y la doctrina, y los nuevos revivalistas. Tuvo un impacto importante en la reestructuración de las denominaciones congregacionalistas, presbiterianas, reformadas holandesas y alemanas reformadas y fortaleció a la pequeña denominación bautista y metodista. Tuvo poco impacto sobre anglicanos y cuáqueros. A diferencia del Segundo Gran Despertar, que comenzó el 1800 y que alcanzó a los no creyentes, el Gran Despertar En primer lugar se centró en personas que ya eran miembros de la iglesia. Además, cambió sus rituales, su piedad y su conciencia de sí mismos. 
El nuevo estilo de los sermones y la forma de practicar su fe insuflaron nueva vida a la religión en Estados Unidos. La gente se volvió más apasionada y emocionalmente involucrada con sus creencias, en lugar de escuchar pasivamente al discurso intelectual de manera indiferente. Los ministros que utilizaban este nuevo estilo de la predicación eran generalmente llamados "nuevas luces", mientras que los predicadores de antaño eran llamados "viejas luces". La gente comenzó a estudiar la Biblia en casa, lo que efectivamente descentró de los medios de informar al público sobre sus cuestiones y era similar a las tendencias individualistas presentes en Europa durante la Reforma Protestante.

### SigloXIX

#### Gran Bretaña
Durante el siglo XVIII, Inglaterra vio una serie de campañas de avivamiento metodista que hicieron hincapié en los principios de la fe establecidos por John Wesley, y que se realizaron de acuerdo con una estrategia cuidadosa. Además de insistir en la combinación de evangelista de "Biblia, cruz, conversión, y activismo", el movimiento revivalista del siglo XIX hizo esfuerzos para obtener un atractivo universal, de ricos y pobres, habitantes urbanos y rurales, hombres y mujeres. Se hicieron esfuerzos especiales para atraer a los niños y para generar la literatura que difundiese el mensaje revivalista. 
Gobbett (1997) discute la utilidad de la tesis del historiador Elie Halévy que explica por qué Inglaterra no sufrió una revolución social en el período 1790-1832, un tiempo que parecía propicio para la agitación social violenta. Halévy sugirió que un metodismo políticamente conservador impidió la revolución de la clase trabajadora, en gran parte sin educación, reorientando sus energías hacia los asuntos espirituales en vez de los temporales. La tesis ha generado un fuerte debate entre los historiadores, y varios han adoptado, con modificaciones, la tesis de Halévy. Algunos historiadores, como Robert Wearmouth, sugieren que el revivalismo evangélico dirigió la atención de la clase trabajadora hacia la regeneración moral, no hacia el radicalismo social. Otros, incluyendo a E.P. Thompson, afirman que el metodismo, aunque un pequeño movimiento, tuvo un efecto políticamente regresivo sobre los esfuerzos de reforma. Algunos historiadores cuestionan la tesis de Halévy. Eric Hobsbawm afirma que el metodismo no fue un movimiento lo suficientemente grande como para haber podido impedir la revolución. Alan Gilbert sugiere que el supuesto antiradicalismo del metodismo ha sido mal interpretado por los historiadores, lo que sugiere que era visto como un movimiento social desviado y la mayoría de los metodistas eran radicales moderados.
A principios de siglo XIX, el ministro escocés Thomas Chalmers tuvo una importante influencia en el movimiento de avivamiento evangélico. Chalmers empezó su vida como un moderado en la Iglesia de Escocia y un opositor del evangelicalismo. Durante el invierno de 1803-04, presentó una serie de conferencias que se esbozaban una reconciliación de la aparente incompatibilidad entre el relato del Génesis de la creación y los descubrimientos de la ciencia en desarrollo de la geología. Sin embargo, en 1810 se había convertido en un evangélico y, finalmente, llevaría a la ruptura de 1843 que resultó en la formación de la Iglesia Libre de Escocia. 
Los Hermanos de Plymouth se iniciaron con John Nelson Darby en este momento, como resultado de la desilusión con el denominacionalismo y la jerarquía clerical. 
Las iglesias establecidas también se vieron influidos por el avivamiento evangélico. En 1833 un grupo de clérigos anglicanos dirigida por John Henry Newman y John Keble comenzó el Movimiento de Oxford. Sin embargo, su objetivo era renovar la Iglesia de Inglaterra reviviendo ciertas doctrinas y rituales católicos, con lo que se distanciándose hasta donde fuese posible del entusiasmo evangélico.

#### Australia
Piggin (1988) explora el desarrollo y la tenacidad del movimiento evangélico en Australia, y su impacto en la sociedad australiana. El evangelismo llegó de Gran Bretaña como un movimiento ya maduro caracterizado por actitudes compartidas hacia la enseñanza, su vida espiritual, y la historia sagrada. Cualquier intento de periodizar la historia del movimiento en Australia debería examinar el papel del revivalismo y las oscilaciones entre el énfasis en la santidad personal y los problemas sociales.

#### Escandinavia
Los historiadores han examinado los movimientos de avivamiento en los países escandinavos, con especial atención al crecimiento de las organizaciones, historia de la iglesia, la historia misionera, la clases sociales y la religión, las mujeres en los movimientos religiosos, la geografía religiosa, los movimientos laicos como la contracultura, la etnología y la fuerza social. Algunos historiadores lo abordan como un proceso de sectas ya que los movimientos revivalistas tienden a aparecer y desaparecer. Otros lo estudian como el descontento de las minorías con el statu quo, o, tras la amplia aceptación de los revivalistas, como una mayoría tienden a imponer sus propias normas. Los movimientos de avivamiento grundtvigianos y de la misión de hogar surgieron en Dinamarca a partir de 1860, y han redefinido la religión en ese país, y entre los inmigrantes a los Estados Unidos.

#### En los Estados Unidos de 1800-1850
En los EE. UU. el Segundo Gran Despertar (1800-'30) fue el segundo gran avivamiento religioso en la historia de los Estados Unidos y consistió en la experiencia de salvación personal renovada en reuniones de avivamiento. Sus líderes principales incluyeron a Charles Finney, Lyman Beecher, Barton Stone, Alexander Campbell, Peter Cartwright y James B. Finley. 
El reverendo Charles Finney (1792-1875) fue un líder clave del movimiento de avivamiento evangélico en los Estados Unidos. Desde 1821 en adelante se llevaron a cabo reuniones de avivamiento en muchos de sus estados del nordeste y ganaron muchos adeptos. Para él, un renacimiento no era un milagro, sino un cambio de mentalidad que en última instancia correspondía al libre albedrío de la persona. Sus reuniones de avivamiento creaban ansiedad en la mente de los penitentes respecto a que solo se podría salvar su alma por la sumisión a la voluntad de Dios, como lo demostraba Finney con citas de la Biblia. Finney también llevó a cabo reuniones de avivamiento en Inglaterra, primero en 1849 y posteriormente a Inglaterra y Escocia en 1858-59. 
En Nueva Inglaterra, el renovado interés por la religión inspiró una ola de activismo social, incluyendo el abolicionismo. En el oeste de Nueva York, el espíritu de renovación promovió la aparición de nuevos restauracionistas, otras denominaciones cristianas y movimientos como el Movimiento de Santidad. El renovado interés en la religión incluso dio lugar a nuevas sectas y creencias como la Iglesia de Jesucristo de los Santos de los Últimos Días.
En el Oeste (actualmente el Alto Sur) —sobre todo en Cane Ridge, Kentucky y Tennessee— el avivamiento fortaleció a los metodistas y bautistas. La Iglesia de Cristo surgió del Movimiento de Restauración de Stone y Campbell. También introdujo en América una nueva forma de expresión religiosa: la reunión de campo escocesa.